# 椴法華村
椴法華村（とどほっけむら）は、北海道渡島支庁南東端にあった村。2004年（平成16年）12月1日に戸井町、恵山町、南茅部町とともに函館市に編入された。太平洋に面した漁村であり、編入までは長らく道内で最小の面積の自治体であった。

## 地理
渡島半島南東部、亀田半島東端に位置する。渡島半島最東端にあたる恵山岬は太平洋に突きだしているため眺めが良く観光地ともなっている。岬の近く、旧・恵山町との境には活火山である恵山 (618m) がそびえ、海岸近くには温泉（水無海浜温泉）も湧出する。
村域の8割は山林。山地が海に迫り平地は少なく、海岸に沿って集落が形成されている。中心市街地は矢尻川と八幡川の河口部にある浜町（現・函館市新浜町）・八幡町（現・新八幡町）。岬近くの元村（現・元村町）に椴法華漁港がある。海岸は切り立った岩場が多いが、矢尻川河口の北にある銚子（現・銚子町）には砂浜が広がる。この砂浜付近は海底が遠浅で大波が立つことが多く、夏場はサーフィン客で賑わう。

## 村名の由来
アイヌ語の「トゥポㇰケ（tu-pok-ke）」（山の走り根・の下・の所）に字を当てたもの。村がある恵山の山裾を現したもの。

## 沿革
- 1919年（大正8年）4月1日 - 茅部郡尾札部村（おさつべ）（現・函館市）から分村、二級町村制、亀田郡椴法華村
- 2003年（平成15年）9月29日 - 函館市・戸井町・恵山町・椴法華村・南茅部町合併協議会を設置
- 2004年（平成16年）
  - 4月23日 合併協定書に調印
  - 11月22日 函館市編入に先立ち「閉村式」挙行
  - 12月1日 椴法華村を廃し、函館市に編入

## 地域

### 経済
第1次産業・第2次産業
典型的な漁村。漁業従事世帯は減少傾向にあったものの、2000年（平成12年）においても全世帯の3割を占めていた。津軽海峡を抜けた暖流と千島海流が交わる潮目に近く、海産資源が豊富。主な漁獲物はスルメイカ、ホッケ、スケトウダラ、コンブなど。第2次産業も水産加工が中心。
豊富な森林資源を生かした林業もわずかに行われる。農業は平地が少ないこともあり自給的なもの以外ほとんど行われていない。
第3次産業
第3次産業比率は周辺町村と比べると高かった。銚子ビーチ、恵山登山、水無海浜温泉、恵山岬灯台など、規模の割に観光資源に恵まれているのも一因。

### 教育
- 中学校 : 1校（椴法華）
- 小学校 : 1校（椴法華）

## 行政
村役場は浜町に置かれていた。編入合併後は函館市役所の椴法華支所となり、旧椴法華村地区の住民に対する行政サービスを行っている。

## 姉妹都市
- 風間浦村 （青森県下北郡）

## 交通

### 鉄道
村内を鉄道路線は通っていない。鉄道を利用する場合、最寄り駅はJR北海道函館本線函館駅。

### バス
- 函館バス

#### かつて運行していた路線バス
- 相互バス - ハイヤー会社の相互自動車（相互乗合自動車）による。1956年（昭和31年）から1959年（昭和34年）3月1日まで函館との間を運行していた。函館バスとの競合区間になりサービス向上につながったものの全体の乗客数が伸び悩み、バス事業部と遊船事業部を函館バスに譲渡し撤退した[3][4]。

### 道路
- 一般国道 : 国道278号

## 名所・旧跡・観光スポット・祭事・催事
- 恵山
- 恵山道立自然公園
- 恵山岬
- 水無海浜温泉

## 出身の有名人
- 山本鉄弥（元北海道知内高等学校野球部監督）

## 関連文献
- 椴法華村 編『椴法華村史』椴法華村、1989年。全国書誌番号:90003289。